# Heliophanus nivosus
Heliophanus nivosus är en spindelart som först beskrevs av Charles Athanase Walckenaer 1805.  Heliophanus nivosus ingår i släktet Heliophanus, och familjen hoppspindlar. Inga underarter finns listade.